# Tamara Adrián
Tamara Adrián Hernández (Caracas, 20 de febrero de 1954) es una diputada, activista, profesora y abogada venezolana. Es una reconocida activista por los derechos de las mujeres, por los derechos de las minorías sexuales y las categorías denominadas LGBT. Además, se convirtió en la primera diputada transgénero elegida en su país, por el partido Voluntad Popular, perteneciente a la coalición política de la MUD en las Elecciones parlamentarias de Venezuela de 2015.

## Educación
Graduada en la Universidad Católica Andrés Bello (UCAB) y doctora en Derecho Comercial de la Université Panthéon-Assas de Paris. También es profesora de Derecho en la Universidad Católica Andrés Bello (UCAB), Universidad Central de Venezuela (UCV) y en la Universidad Metropolitana (Unimet).

## Biografía
Hija de una familia de clase media, fue educada de manera convencional. A los 3 años de edad comenzó a darse cuenta de que había un desajuste entre su género externo y el interno. Sus padres la llevaron a tratamiento psicológico tratando de orientar a su hijo para que aceptara un género que no era con el que se sentía identificado. Según Tamara, presionada por los estándares sociales se casó y tuvo dos hijos.
Después de muchas luchas y cumpliendo con todas las etapas del proceso de reasignación, que incluyó vivir por lo menos dos años haciendo todo como mujer, logró su reasignación sexual en Tailandia en el año 2002 de la mano del doctor Suporn Watanyusakul. Regresa a Venezuela y el 14 de mayo de 2004 pide ante la Sala Constitucional del Tribunal Supremo de Justicia el reconocimiento de su identidad, dado que su nombre legal es masculino; hasta la fecha no ha obtenido respuesta.
El Tribunal Supremo de Justicia no se ha pronunciado sobre la admisión del expediente. Diversas organizaciones, entre ellas el Foro para los Derechos Humanos y la Democracia, han manifestado su rechazo a la actitud del alto Tribunal, que consideran denegación de justicia en el caso de Tamara. Tamara compara esta situación con la de un inmigrante que carece de este importante documento, y sostiene que una consecuencia de esta denegación de justicia, es que se impide a las personas transgénero el ejercicio en igualdad de condiciones de sus derechos civiles por carecer de documento de identidad.
En 2016 fue estrenada la película Tamara, basada en su vida personal y dirigida por Elia Schneider.

## Ámbito político
Tamara Adrián presentó a Leopoldo López la propuesta de ordenanza de no discriminación en el municipio Chacao, «Ordenanza sobre la No Discriminación y la Igualdad en todos los ámbitos y formas en el Municipio Chacao» por su nombre completo. La cual fue considerada en la ordenanza aprobada por El Concejo Municipal del Municipio Chacao del Área Metropolitana de Caracas, en fecha 9 de agosto de 2016.
En el año 2009 en el marco de creación del partido político Voluntad Popular, Leopoldo López incorporó en el manifiesto ideológico de esa organización la lucha por los derechos de las minorías sexuales y propone a Tamara Adrián a continuar su proceso de defensa de los derechos de LGBT en el campo político, lo que representó el punto de partida de su carrera en ese mundo. 
En 2010 presenta sus credenciales ante la Asamblea Nacional para optar a un cargo de Magistrada de la Sala Constitucional del Tribunal Supremo de Justicia.
En 2015 la coalición opositora al Chavismo, el Movimiento de Unidad Democrática, conocida por las sigla MUD, postula por iniciativa del partido Voluntad Popular a Tamara como candidata lista a la Asamblea Nacional por Caracas. Así Adrián hace historia al convertirse en la primera candidata transgénero de la historia de Venezuela, a la par de Rosmit Mantilla (también militante de Voluntad Popular) que en esta elección, y desde la cárcel del SEBIN, es presentado como el primer candidato abiertamente homosexual por el estado Táchira.
Tamara logra el triunfo en las elecciones parlamentarias del 6 de diciembre de 2015 y de esta manera se convierte en diputada suplente por Tomás Guanipa, primera congresista transgénero en Venezuela y la segunda de todo el continente americano. El 14 de enero de 2016, fue juramentada en la Asamblea Nacional.
La activista y diputada, coordinadora del movimiento Proinclusión de Voluntad Popular, trabaja en conjunto con organizaciones LGBT en Venezuela. Es representante de la Red de Lesbianas, Gay, Bisexuales, Trans e Intersexuales de Venezuela, la cual tiene como meta presentar la propuesta del matrimonio igualitario a la AN. Es también copresidenta de GLISA (Gay and Lesbian International Sport Association).
En 2023 se presenta entre los 14 candidatos a las Elecciones primarias de la Plataforma Unitaria.

## Premios
- 2009: Orden Luis María Olaso, reconocimiento a Persona Emergente, Cabildo Metropolitano, Caracas, Venezuela.[17][18]